# Cedar Grove (Indiana)
Cedar Grove è un comune degli Stati Uniti d'America, situato nello Stato dell'Indiana, nella contea di Franklin.